# Ансуд
Ансуд (Янупу, Анусу) (д/н — 2416 до н. е.) — 3-й енісі-гал (верховний володар) Другого царства Марі близько 2423—2416 роках до н. е. В шумерських джерелах відомий як Ганусум.

## Життєпис
Спадкував Ікун-Шамагану. Відомо про дипломатичні відносини з містом-державою Ур, про що свідчить знайдена намистина від лугаля Месанепади.
За правління Ансуда почалася тривала війна з державою Ебла. Війська Марі зуміли завдати поразки малікуму Ешар-Маліку, захопивши міста Абуру, Ілгі і Белан (уздовж річки Євфрат), внаслідок чого кордони Марі просунулися на північний захід. Також відомо про успішну кампанію в горах Лабанан (географію розташування тепер не з'ясовано).
Помер ще до завершення війни. Йому спадкував Са'уму.